# 蛇夫座V1010
蛇夫座V1010，又名BD-15 4395，HD 151676、SAO 160116、HR 6240，是蛇夫座的一颗恒星，视星等为6.1，位于銀經3.76，銀緯18.16，其B1900.0坐标为赤經16h 43m 44.9s，赤緯-15° 18.16′ 35″。